# Michael Perham
Michael Perham (ou Mike Perham) est un jeune skipper britannique  qui, à l'âge de 17 ans et 164 jours, est devenu le plus jeune navigateur à réaliser le tour du monde à la voile en solitaire. À bord d'un monocoque 50 pieds Open de la flotte Etoile Marine de Bob Escoffier , le Totallymoney.com, il a achevé sa circumnavigation le 27 août 2009, après 284 jours de mer avec escales et assistance.

Il était parti de Portsmouth le 16 novembre 2008.